# 詹巴噶
詹巴噶(梵文：Champaka)，印度大乘密宗人士，八十四成就者之一。

## 簡介
詹巴噶這個地名是因詹巴噶花而得名，此地有一位富有快樂的國王，從未考慮無常的痛苦。後因一位瑜珈士向國王揭示無常之理而進行修法，意念卻始終圍繞花朵與享樂，瑜珈士便教他將意念轉變為修法的法門，經過十二年禪修，終於得到成就，以地名詹巴噶聞名，後向王后和無數追隨者宣說佛法，最後進入空行淨土。